# Dömötöri
Dömötöri 1939-ben Sorkifaludba olvadt egykori község Vas vármegyében, a Szombathelyi járásban.

## Nevének eredete
Nevét valószínűleg Demeter nevű birtokosáról kapta.

## Fekvése
Szombathelytől 17 kilométerre délkeletre, a Sorok-patak bal partján fekszik, a 8442-es út mentén, a Szombathely–Nagykanizsa-vasútvonal keleti oldalán, a községközponttól nyugatra mintegy 500 méterre. 
A vasútvonalon eredetileg a faluról, ma már Sorkifaludról elnevezett megállóhely található.

## Története
Dömötörit 1381-ben Demwteri néven említik először. 1457-ben Demeteri, 1465-ben Demethery alakban szerepel. Régen sok kisnemes lakta.
Vályi András szerint „DÖMÖTÖRI. Elegyes magyar falu Vas Vármegyében, földes Ura Egervári, és más Uraságok, lakosai katolikusok, fekszik Szent Lerántnak szomszédságában, határja síkos, földgye termékeny, réttye elég, és jó nemű, fája, legelője, erdeje is elegendő, piatzozása Kőszögön, és Szombathelyen, első Osztálybéli.”
Fényes Eleknél „Dömötöri, magyar falu, Vas vgyében, a Sorok vize mellett, ut. p. Szombathely, 200 kath., 80 evang. lak., róna termékeny határral. Birják Gyömörey, Egerváry, Söptei, s. m.”
Vas vármegye monográfiájában „Dömötöri község 53 házból és 274 magyar lakosból áll, akik vallásra nézve r. katholikusok, és ev. reformátusok. Vasúti megállóhely. Postája van, távírója Molnári. Földesurai a Söptey- és Gyömörey-családok voltak. Egerváry Miklós itteni kastélya már a XVII. század elejétől van a család birtokában.”
1910-ben 433 lakosa volt. 1939-ben Sorkikisfaluddal és Szentléránttal egyesítették „Sorkikisfalud” néven, ennek nevét 1943-ban változtatták Sorkifaludra.

## Híres emberek
Dömötöriben született Gyömörey Kálmán 1848-as honvéd százados, aki Perczel Mór, majd Guyon Richárd hadtestében a délvidéki harcokban vett részt.